# Nicole Appleton
Nicole Appleton (Hamilton (Canada), 7 december 1974) is een Canadese-Britse zangeres in de band Appleton en lid van All Saints.
Nicole was getrouwd met Liam Gallagher en samen hebben ze een zoon. Zij had ook een relatie met zanger Robbie Williams.
- Bibliothèque nationale de France: cb14150399n (data)
- Gemeinsame Normdatei: 124564879
- International Standard Name Identifier: 0000 0000 7840 3054
- Library of Congress Control Number: nb98053036
- MusicBrainz: ac683c6a-062a-4f53-91e5-46701aa6f104
- Nationale Bibliotheek van Tsjechië: xx0145004
- Nederlandse Thesaurus van Auteursnamen: 220386684
- Virtual International Authority File: 27275391
- WorldCat: E39PBJcBYPRRhf3fVHTcTFCbBP